# Brouwer (achternaam)
Brouwer is een van oorsprong Nederlandse achternaam. De naam komt van het beroep (bier)brouwer.

## Aantallen naamdragers

### Nederland
In Nederland kwam de naam in 2007 25.419 keer voor. Daarmee was het de twintigste meest voorkomende achternaam. De grootste concentratie woonde toen op Ameland met 5,1215% van de bevolking daar.

### België
In België komt de naam beduidend minder voor, namelijk 191 keer.

## Nederlandse personen
- Annéus Marinus Brouwer (1875-1948), predikant, theoloog, Bijbelvertaler
- Bertus Brouwer (1900-1952), olympisch marathonatleet
- Carolijn Brouwer (1973), Nederlands-Belgisch zeilster
- Caroline Brouwer (1970), radiomaker
- Dirk Brouwer (1902-1966), Nederlands-Amerikaans astronoom
- Fop I. Brouwer (1912-1991), bioloog en radiopresentator
- Gerard Brouwer (1951), beeldhouwer
- Gerrit A. Brouwer (1898-1981), bioloog, ornitholoog en natuurbeschermer
- Hendrik Brouwer (1580-1643), ontdekkingsreiziger
- Willem Coenraad Brouwer (1877-1933), keramist en beeldhouwer
- Hendrik Albertus Brouwer (1886-1973), geoloog
- Hugo Brouwer (1913-1986), schilder, glazenier en beeldhouwer
- Johan Brouwer (1898-1943), verzetsstrijder tijdens de Tweede Wereldoorlog
- Luitzen Egbertus Jan Brouwer (1881-1966), wiskundige en filosoof
- Matthijs Brouwer (1980), hockeyspeler
- Piet de Brouwer (1880-1953), boogschutter
- Ronald Brouwer (1979), hockeyspeler
- Seerp Brouwer (1793-1856), Fries geleerde en politicus
- Tessa Brouwer (1991), zwemster

## Vlaamse personen
- Adriaen Brouwer (1605-1638), schilder

## Naamdragers uit andere landen
- Leo Brouwer (1939), Cubaans musicus